# 체리 주스
체리 주스(cherry juice)는 버찌의 즙으로 구성된 주스이다. 음료로 소비되고 다양한 음식, 가공 식품 및 음료의 재료로 사용된다. 건강 보조 식품으로도 판매된다. 체리를 뜨겁거나 차갑게 압착하여 즙을 모은 다음 여과하고 살균하여 생산된다.

## 용도

### 음식으로

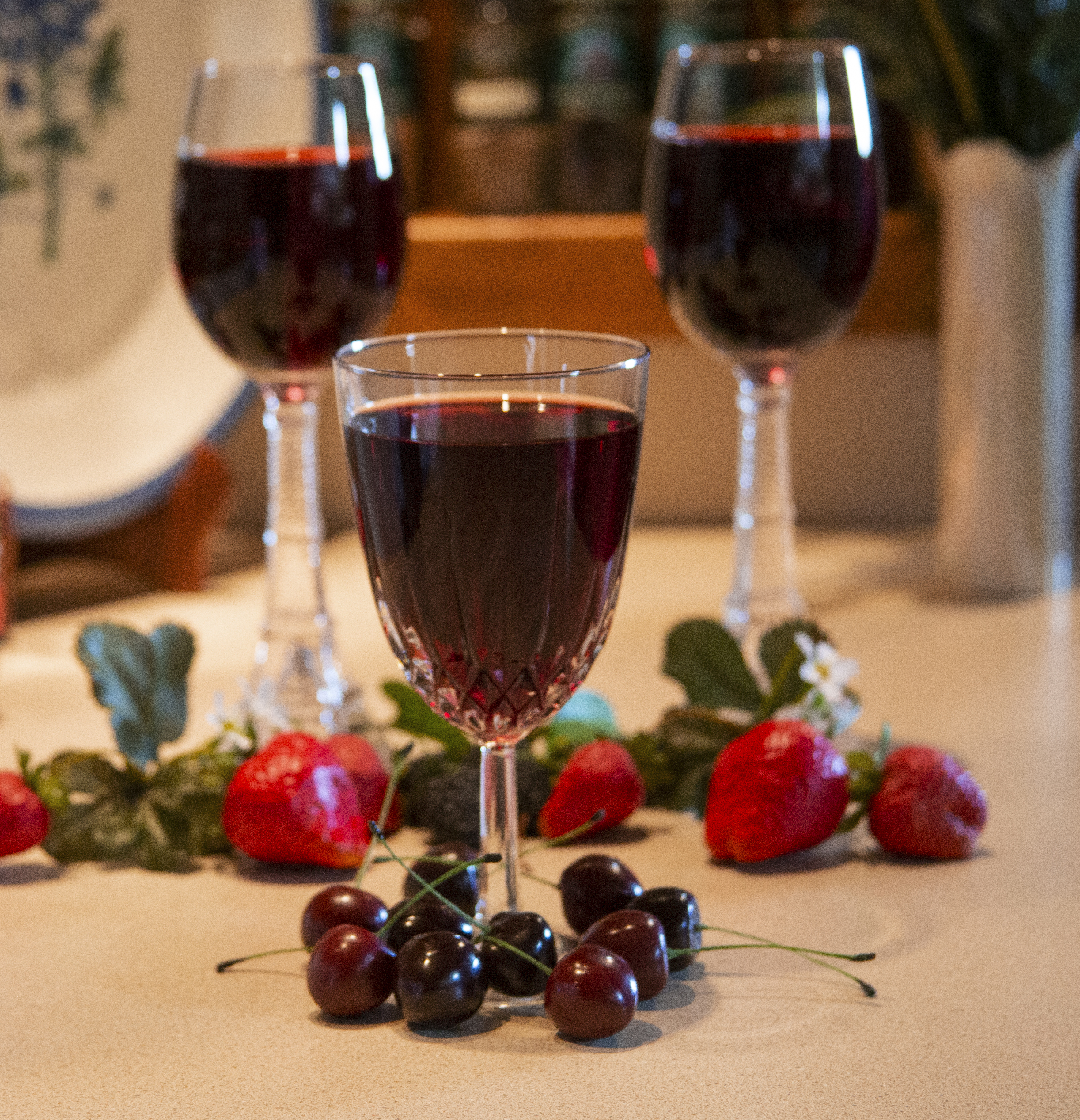
몽모렌시 체리 주스가 담긴 잔들

체리 주스는 음료로 소비되고 다양한 음식, 가공 식품 및 음료의 재료로 사용되는 대량생산 식품이다. 때로는 체리 아이스크림과 체리 파이 속 재료로 사용된다. 또한 체리 브랜디와 체리 바운스의 재료로도 사용된다. 체리 젤리도 이 주스를 사용하여 생산되었다. 농축 체리 주스는 식품 제조업체에서 과일 주스 혼합물을 생산하는 데 사용된다. 몽모렌시 체리에서 추출한 체리 주스는 식품 제조업체에서 향미 농축액으로 사용되는 체리 에센스를 생산하는 데 사용된다.

### 알코올 음료로
키르슈바서 과일 브랜디는 때때로 발효된 체리 주스의 증류를 통해 생산된다. 체리 주스는 맥주의 재료로도 사용된다. 예를 들어, 새뮤얼 스미스 올드 브루어리의 체리 맥주에는 유기농 체리 주스가 17% 함유되어 있으며, 쓰리 플로이즈 브루잉은 체리 주스를 재료로 사용하여 배틀 오브 차로 II 임페리얼 브렛 IPA를 생산한다. 체리 사과주도 일부 회사에서 체리 주스를 사용하여 양조되었다. 단맛을 낸 체리 주스는 벨기에의 독특하게 신 체리 맥주 스타일인 크릭 람빅 생산에 때때로 사용된다.

### 식이 보충제로
몽모렌시 체리 주스는 식이 보충제로 생산되며, 농축액과 동결 건조 분말 형태의 캡슐로 제조된다.
체리 주스가 불면증 환자의 수면 개선에 도움이 될 수 있다는 주장이 있었지만, 이를 뒷받침할 만한 좋은 증거는 없다.

## 상업적 생산
대규모 상업용 체리 주스 생산은 일반적으로 열 추출 또는 냉 추출 방법을 사용하여 이루어진다.
열 추출은 체리를 가열하고 압착한 다음 걸러서 고형물을 제거하는 방식이다. 열 압착 체리 주스는 일반적으로 냉 추출로 생산된 주스에 비해 색상이 더 진하다. 과일을 가열하는 것은 과일이 침연될 때 발생하는 자연적인 효소 작용을 중단시켜 주스가 갈변되는 것을 방지하는 역할도 한다.
냉 추출은 신선한 체리의 씨를 먼저 제거한 다음 압착하여 즙을 모으는 방식이다. 그런 다음 주스는 미생물을 죽이고 효소 활동을 중단시키며 여과 전에 미립자 물질을 응고시키기 위해 가열된다. 열 추출 주스와 마찬가지로 냉 추출 주스도 일반적으로 걸러진다. 냉 추출 체리 주스는 신선한 체리의 맛과 더 유사하며, 열 추출 주스에 비해 색상이 더 밝다.
때로는 냉동 체리가 사용되어 냉 추출 주스의 체리 맛과 열 추출로 생산된 주스와 같은 더 진한 색상을 가진 주스를 만들 수 있다.
체리를 압착하기 전에 아스코르브산이 색상 안정제로 첨가되기도 한다. 주스는 일반적으로 포장 전에 여과 및 정제되며, 저온 살균법 또는 순간 저온 살균법이 일반적으로 사용된다. 때로는 냉동 농축물로 가공되기도 한다. 상업용 농축 체리 주스는 식품 제조업체에 대량 용기에 담아 배송되며, 소매 판매용으로 더 작은 소비자용 용기에 담아 배송된다.
미국에서는 체리 주스가 주로 위스콘신주에서 생산된다. 뉴욕, 펜실베이니아, 콜로라도주에서는 더 적은 양이 생산된다.

### 음료 생산
순수 체리 주스는 강한 맛과 높은 산도를 가지고 있어 음료 제품으로 상업적으로 생산될 때는 더 맛있게 마실 수 있도록 물로 희석되기도 한다. 음료로 생산될 때는 설탕 시럽이나 건조 설탕이 제품에 첨가되기도 한다. 열 압착 및 냉 압착 주스의 혼합물이 때때로 체리 주스 음료 생산에 사용되어 소비자가 선호하는 색상과 맛을 가진 제품을 만들 수 있다. 체리 주스는 탄산음료 제품으로도 생산된다.

## 역사
헤로도토스는 아르기파이족이 체리 주스를 신선하게 마시거나 우유와 섞어 마셨다고 기록한다. 체리 주스는 고대 로마인들도 마셨다.
19세기 후반에는 미국에서 체리 주스가 생산되지 않아 독일에서 수입되었다. 수입된 주스는 도매 주류 및 약품 회사와 탄산음료 생산자들이 사용했다. 제약 회사는 일반적으로 이 주스를 사용하여 탄산수에 시럽을 만들었고, 주류 회사는 이를 사용하여 체리 브랜디, 체리 바운스 및 리큐어를 생산했다. 독일에서 수입된 체리 주스는 발효되어 상하는 것을 방지하기 위해 알코올로 강화되었다. 이 시기에 마그데부르크에서 재배된 흑체리에서 생산된 주스는 일반적으로 미국으로 수출되었다.

## 같이 보기
- 체리분디 – 타르트 체리 주스 제품 생산자
- 체리에이드 – 음료
- 체리 콜라 – 탄산음료
- 체리 스매쉬 소다
- 착즙
- 체리 요리 목록
- 주스 목록

## 추가 자료
- Shahidi, F.; Alasalvar, C. (2016). 〈Chapter 14: Cherry Juice〉. 《Handbook of Functional Beverages and Human Health》. Nutraceutical Science and Technology. CRC Press. 175–185쪽. ISBN 978-1-4665-9642-9. 2019년 3월 10일에 확인함.